# Crinodendron hookerianum
Crinodendron hookerianum är en tvåhjärtbladig växtart som beskrevs av C. Gay. Crinodendron hookerianum ingår i släktet Crinodendron och familjen Elaeocarpaceae. Inga underarter finns listade i Catalogue of Life.